# Calle (Venecia)

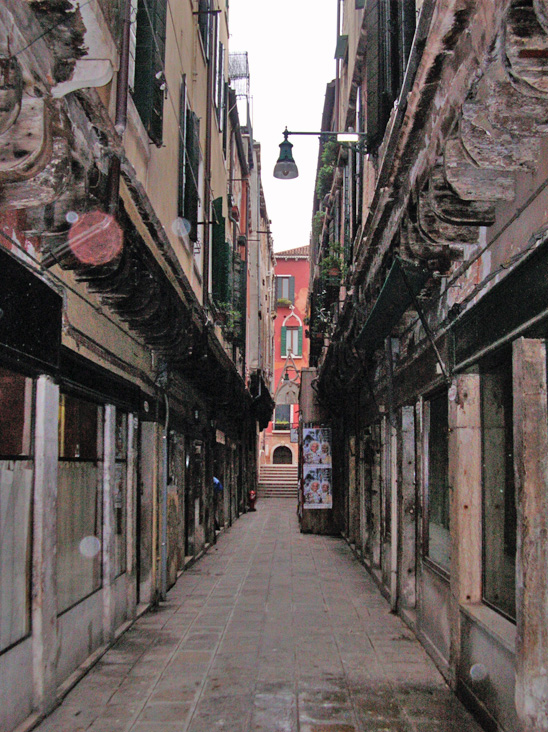
La Calle del Paradiso, en la zona de Santa Maria Formosa de Venecia.

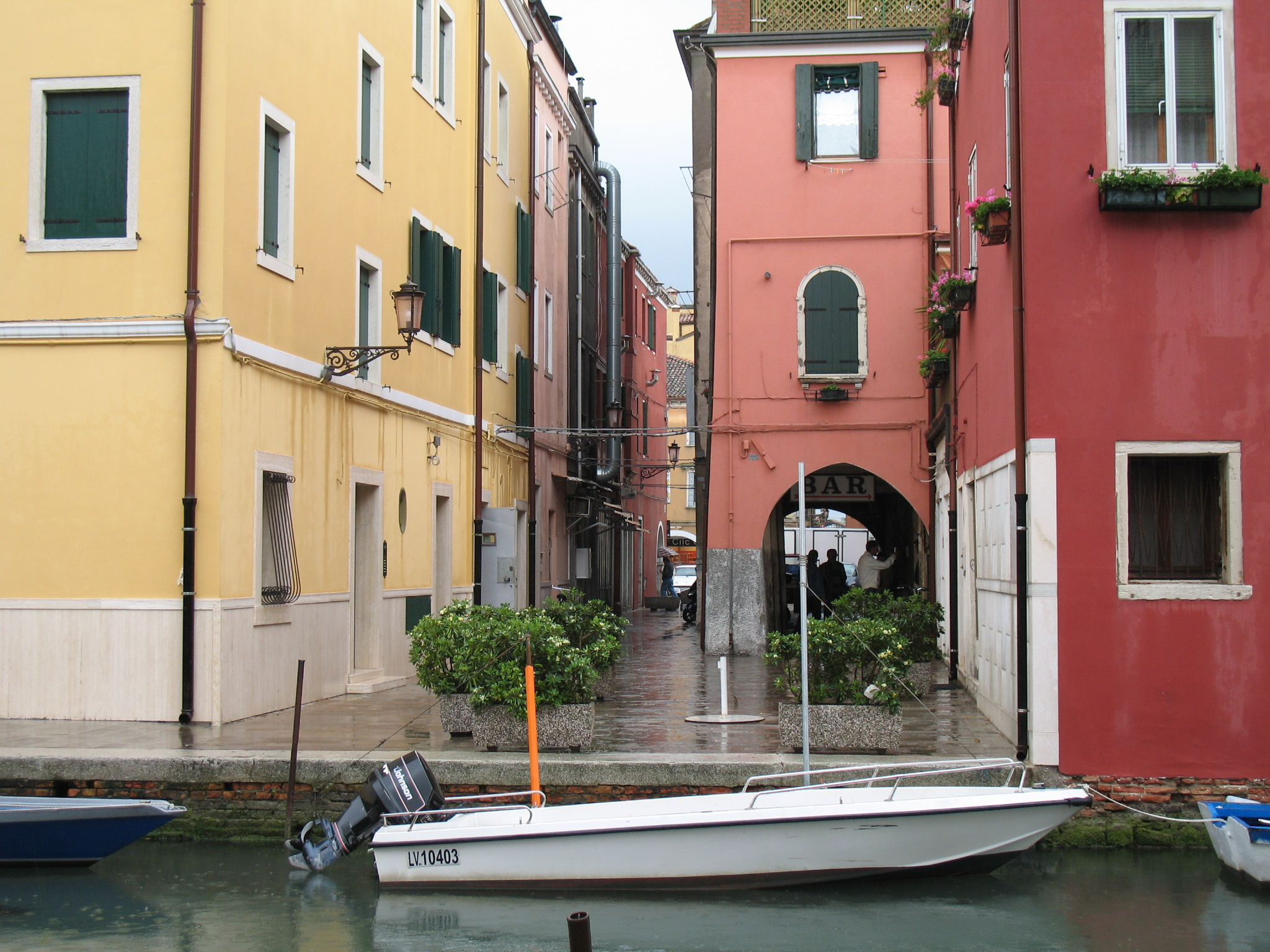
Una calle en Chioggia.

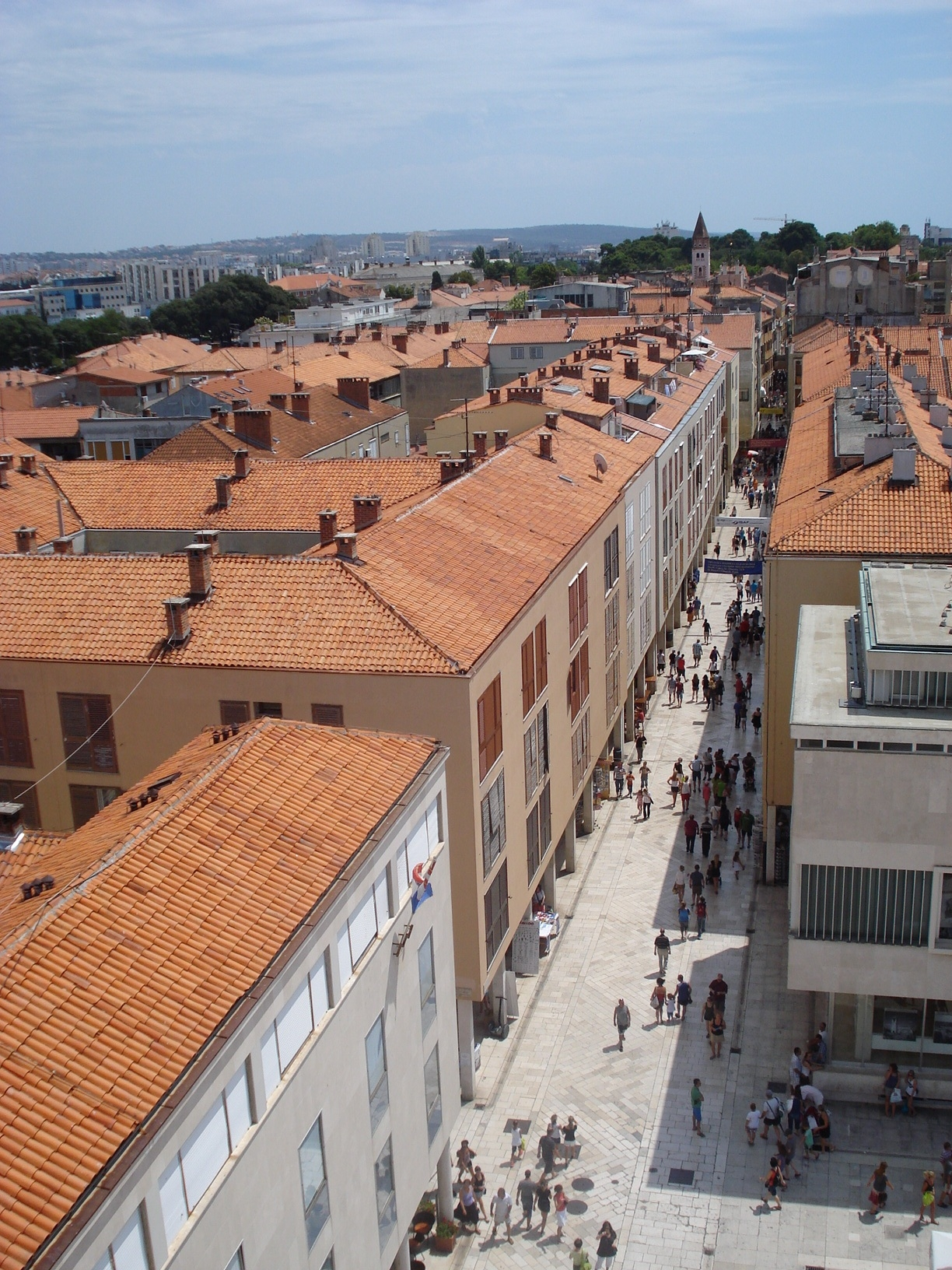
La Kalelarga de Zara.

Una calle (en plural calli) es la típica calle de la ciudad de Venecia, encajonada entre dos filas continuas de edificios residenciales que pueden tener tiendas en la planta baja; deriva dal latín callis, que significa «sendero».
La anchura de las calli es muy variable: oscila de unos sesenta centímetros en las calli más estrechas, que se denominan a menudo callesèlle o callétte, hasta los cinco o seis metros o incluso más de las más anchas, denominadas calli larghe («calli anchas»).
Con el término salizada (literalmente «pavimentada») se designan algunas calli anchas de especial importancia. Este nombre indica que en épocas pasadas, gracias a su importancia, estas calles fueron las primeras pavimentadas con las clásicas piedras grises (piedra traquítica) usadas actualmente casi por toda la ciudad, mientras que el resto de las calles estaban pavimentadas con ladrillos cocidos dispuestos a espina de pez (como actualmente el campo delante de la iglesia de la Madonna dell'Orto) o estaban sin pavimentar.
Algunas calli ciegas secundarias, cuya única función era permitir el acceso a los edificios que se situaban allí, se denominan ramo.
También la longitud de las calli es muy variable: oscila entre pocos metros hasta las calli lunghe («calli largas»), que se pueden extender hasta por varios cientos de metros, con un recorrido a veces sinuoso.
Algunas calli largas, particularmente importantes por las actividades comerciales afincadas allí desde tiempos remotos, se denominan ruga: en Venecia son célebres la Ruga Giuffa y la Ruga Rialto o Ruga dei Oresi.
En Venecia, la odonimia de las calli es muy variada: muchas reciben su nombre de algún personaje famoso que habitualmente vivió en la zona (por ejemplo, Calle Foscarini), otras recuerdan su cercanía a una iglesia o un convento (por ejemplo, Calle San Doménego o Calle della Chiesa) o se refieren a oficios o actividades que se practicaban o se concentraban allí antiguamente (Calle del Pistór, Calle dei Całeghèri, Calle del Squero) y en algunos casos también a personas comunes que residían o trabajaban allí y que por un motivo u otro consiguieron una cierta fama local (por ejemplo, Calle del Barba Frutariòl, literalmente «Calle del tío frutero»). El nombre de las calli no es siempre unívoco en Venecia: por ejemplo, en la ciudad hay varias Calle San Doménego, Calle della Chiesa, Calle del Squero, ubicadas en sestieri diferentes.

## Callifuera de Venecia
Las calli no son solo una peculiaridad del centro histórico de Venecia, sino de todas las localidades de la laguna urbanizadas en tiempos históricos, como por ejemplo Chioggia, Malamocco, Burano y Murano.
Todavía se denominan calli las calles de muchas ciudades de impronta veneciana. De esta manera, se encuentran calli en el centro de Muggia (provincia de Trieste), Mestre, Caorle, Grado y Loreo.
Las calli son una estructura urbanística típica de todos los antiguos centros venecianos del Adriático oriental (Istria y Dalmacia). La calle principal de Zara, en Dalmacia, se denomina todavía en croata Kalelarga.